# Jürg Isenschmid

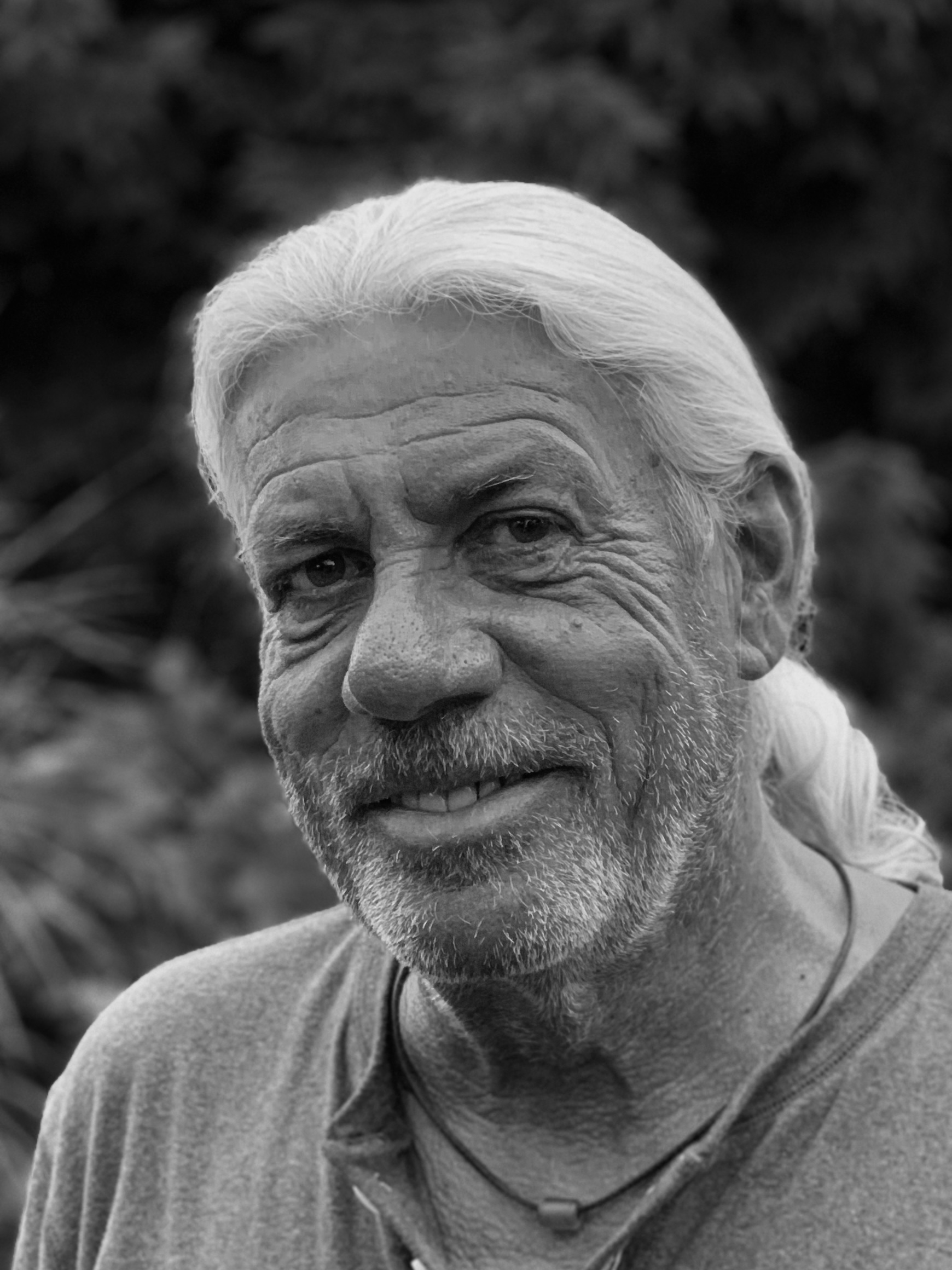
Jürg Isenschmid

Jürg Isenschmid (* 7. Juli 1957 in Luzern) ist ein Schweizer Unternehmer und Buchautor.

## Leben
Isenschmid ist in der Seegemeinde Meggen aufgewachsen. Mit 28 Jahren hat er sich selbständig gemacht und im Jahr 1994 die Firma ISJbusiness gegründet. Er war einer der ersten, der es versucht hat, mit seinen Führungs- und Kommunikationsworkshops die Hotels zu verlassen, und hat sich mit Führungskräften die aus allen Kontinenten angereist sind, in die Einsamkeit der Schweizer Bergwelt zurückgezogen.

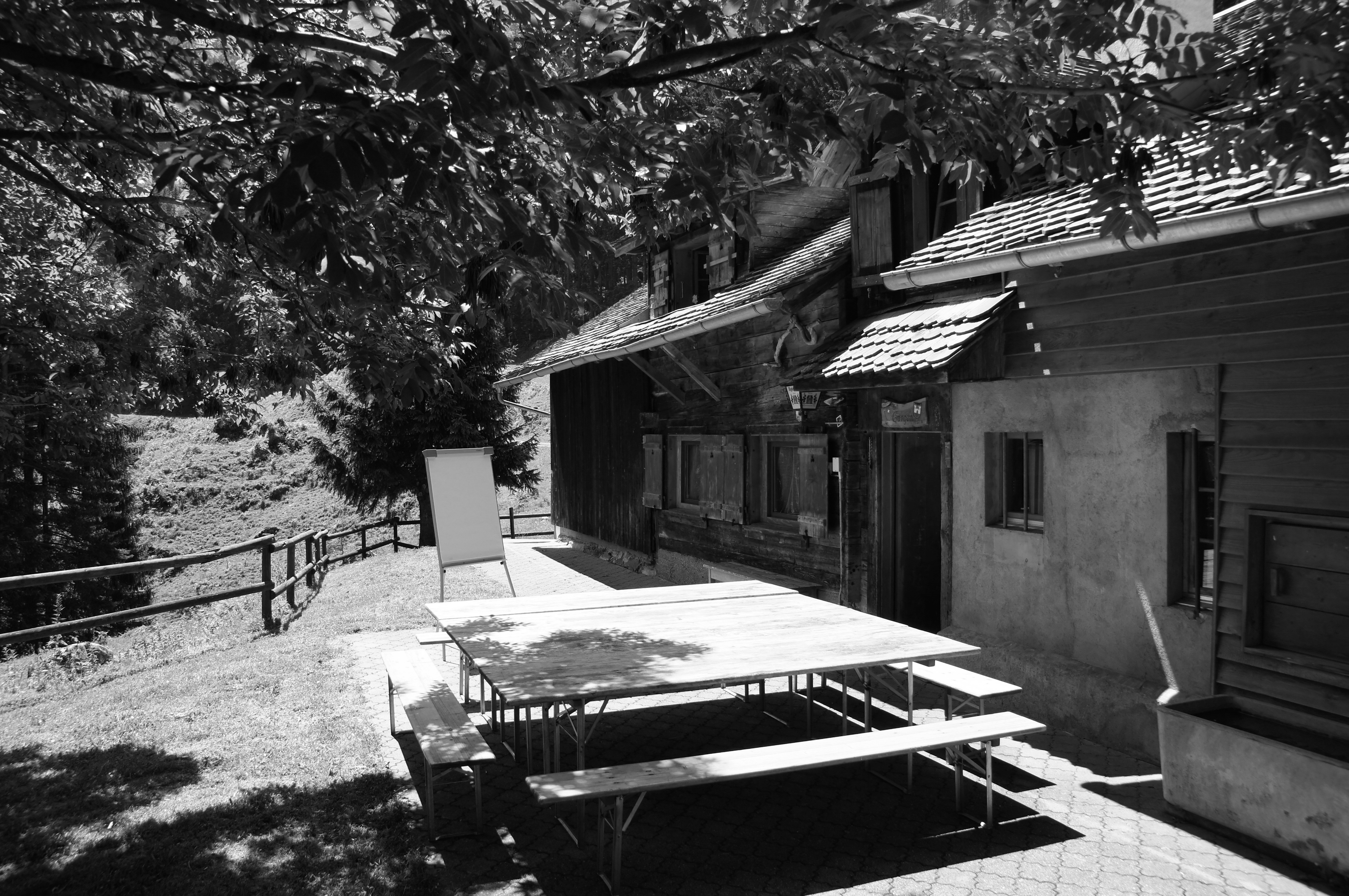
Weg von Seminaren im Hotel, hin zu Workshops in neuer Umgebung.

Seine Erlebnisse in diesen Workshops hatten ihn dazu animiert seine Kernaussagen, in drei Sachbüchern niederzuschreiben.
Seit 2021 hat sich Jürg Isenschmid aus dem Beratungsgeschäft zurückgezogen. Er ist Vater von zwei Kindern.

## Arbeit als Buchautor
Seine Erfahrungen in der Zusammenarbeit mit Führungskräften und Einblicke in internationale Unternehmen veranlassten ihn dazu, seine Erkenntnisse – sowohl die positiven wie auch die negativen – in seinen Sachbüchern darzustellen.

## Werke
- Führen – In der Einfachheit liegt die Stärke. Springer Gabler Verlag, Wiesbaden 2013, ISBN 978-3-658-00616-7. E-Book ISBN 978-3-658-00617-4; 2. Auflage ISBN 978-3-658-29439-7.
- Abwechslungsweise miteinander (Über den Trugschluss zu meinen, die anderen seien schuld). Springer Fachmedien Wiesbaden GmbH, Wiesbaden 2018, ISBN 978-3-658-15880-4. E-Book ISBN 978-3-658-15881-1.
- Kommunikation im Alltag (In der Familie – im privaten Netzwerk – im Unternehmen). Springer Fachmedien Wiesbaden GmbH, Wiesbaden 2020, ISBN 978-3-658-26635-6. E-Book ISBN 978-3-658-26636-3.